# レディスミス
レディスミス（英語: Ladysmith）は南アフリカ共和国クワズール・ナタール州ウトゥケラ郡の都市。ダーバンより 230キロメートル 北西に位置し、ヨハネスブルグより 365キロメートル 南に位置する。主な産業は、食品加工と織物、タイヤ製造などで、タイヤはダンロップで生産されている。
レディスミスは、ウトゥケラ郡の郡庁所在地である。

## 歴史

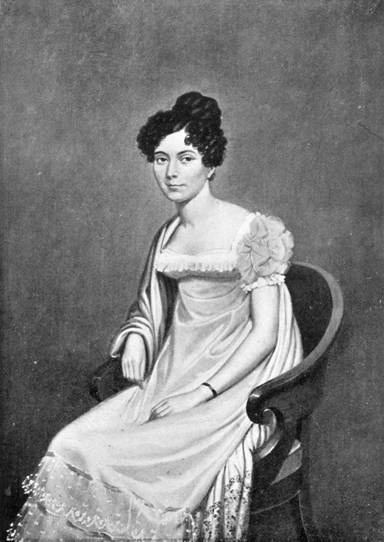
スミス夫人 (Lady Smith)

ボーア人は、ズールー王国の王ムパンデから1847年に領土を買い取ってこの地域に住みつき、クリップ川共和国を建国した。しかし、共和国は同年にイギリスにより併合され、1850年6月20日にこの地域はウィンザー (Windsor) と名づけられた。1850年10月11日、フアナ・マリア・デ・ロス・ドローレス・デ・レオン・スミス（スペイン語：Juana Maria de los Dolores de Leon Smith）（通称スミス夫人 (Lady Smith) 、ハリー・スミス卿のスペイン人の妻）の名前からとられ、レディスミスに名称が変更された。なお、ハリー・スミス卿はケープ植民地総督を 1847年から1852年まで勤めた。
1860年にはズールー王国から住民を守るため、砦が建設された。

### 第二次ボーア戦争

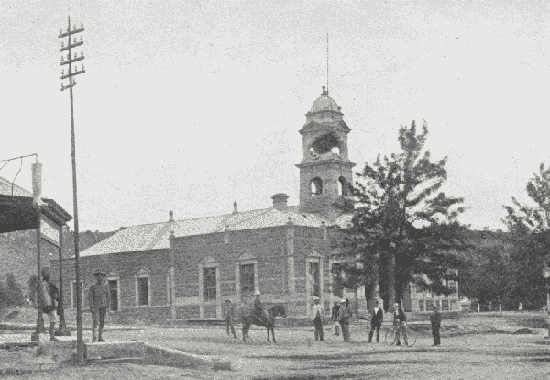
The town hall1900年に包囲された市役所で、鐘楼にボーア人の大砲攻撃による被害がある。

#### レディスミスでの戦闘
第二次ボーア戦争では、イギリスはナタール植民地をボーア人から守るため、その中心地のレディスミスにジョージ・ホワイト卿を投入した。1899年10月29日に戦闘が開始され、イギリス軍は大量の犠牲者で苦しんだ後でレディスミスに撤退したが、ボーア軍は町を支配するために追撃しなかった。

#### レディスミス包囲
レディスミスでの戦闘後、ジョージ・ホワイト卿の下で立て直しをはかるイギリス軍に対し、ボーア軍は町を包囲した。包囲は 1899年11月2日から 1900年2月28日までの 118日間も続いた。その間イギリス人兵は合計3000人の死者を出した。

#### レディスミス救出
レディスミスを救出するため、イギリス軍のレドバース・ビューラー卿はコレンゾーの戦い、スピオン・コップの戦い、バル・クランツの戦いと呼ばれる 3つの試みを行ったが、すべてイギリス軍の敗北に終わった。スピオン・コップの戦いの直前である1900年1月6日、ボーア軍指揮官のクロンジェは、町を占領することで包囲を終えようとしたが、町の南部にあたるプラトランドとワゴン・ヒルで戦闘になった。
1900年2月28日に、歩兵部隊・大砲部隊の援軍を得たビューラーがボーア軍を破った後で、レディスミス包囲はようやく終了した。
当時モーニングポスト紙の従軍記者だったウィンストン・チャーチルはレディスミスとコレンゾーの間でボーア軍の捕虜となり、脱走に成功した後はレディスミス救出に参加した。
マハトマ・ガンジーは、担架の担ぎ手としてレディスミス救出によるレディスミス近辺の行われた戦闘に参加した。

## 地理

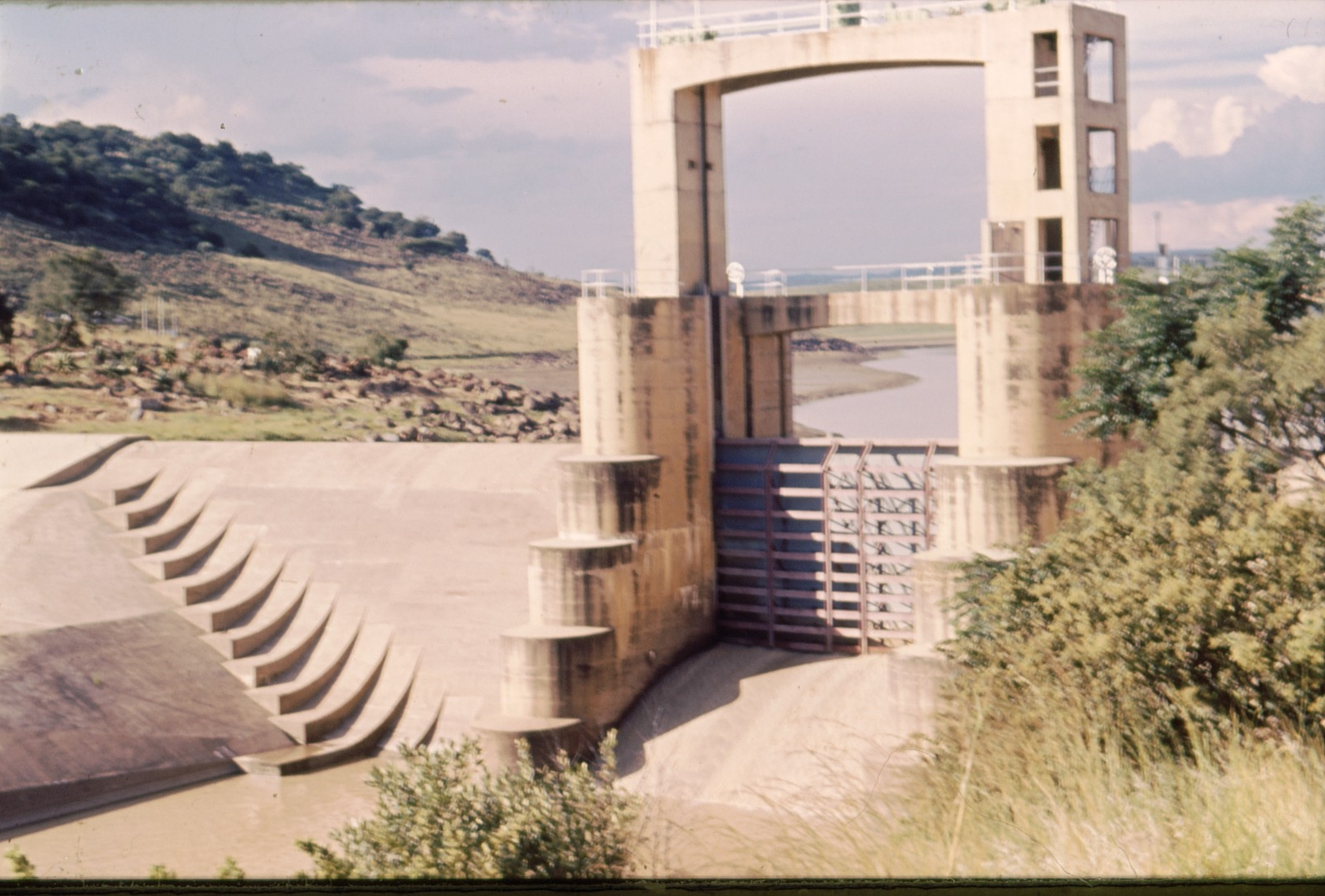
ウィンザー・ダム

レディスミスは、クリップ川の岸に位置し、市街地と大部分の住宅地域は洪水流域内にある。ドラケンスバーグ山脈の山麓にあり、Van Reenen からおよそ 26キロメートル の距離にある。

### 洪水
クリップ川の洪水で、町は長い間被害を受けている。クエドゥシージ・ダム (Qedusizi Dam) が完成した 1997年までの10年間に、29回の大洪水が発生した。小さな洪水であれば、ほぼ毎年発生していた。
過去30年間で最大の洪水が1996年に発生し、5億ランドの損害と400家族が避難する事態が発生した。
洪水を制御するための努力は1940年代から始めており、1949年にはウィンザー・ダム (Windsor Dam) を建設している。しかし、このダムはすぐにシルトでふさがってしまい、あまり効果を発揮できなかった。

## 観光

### 建築

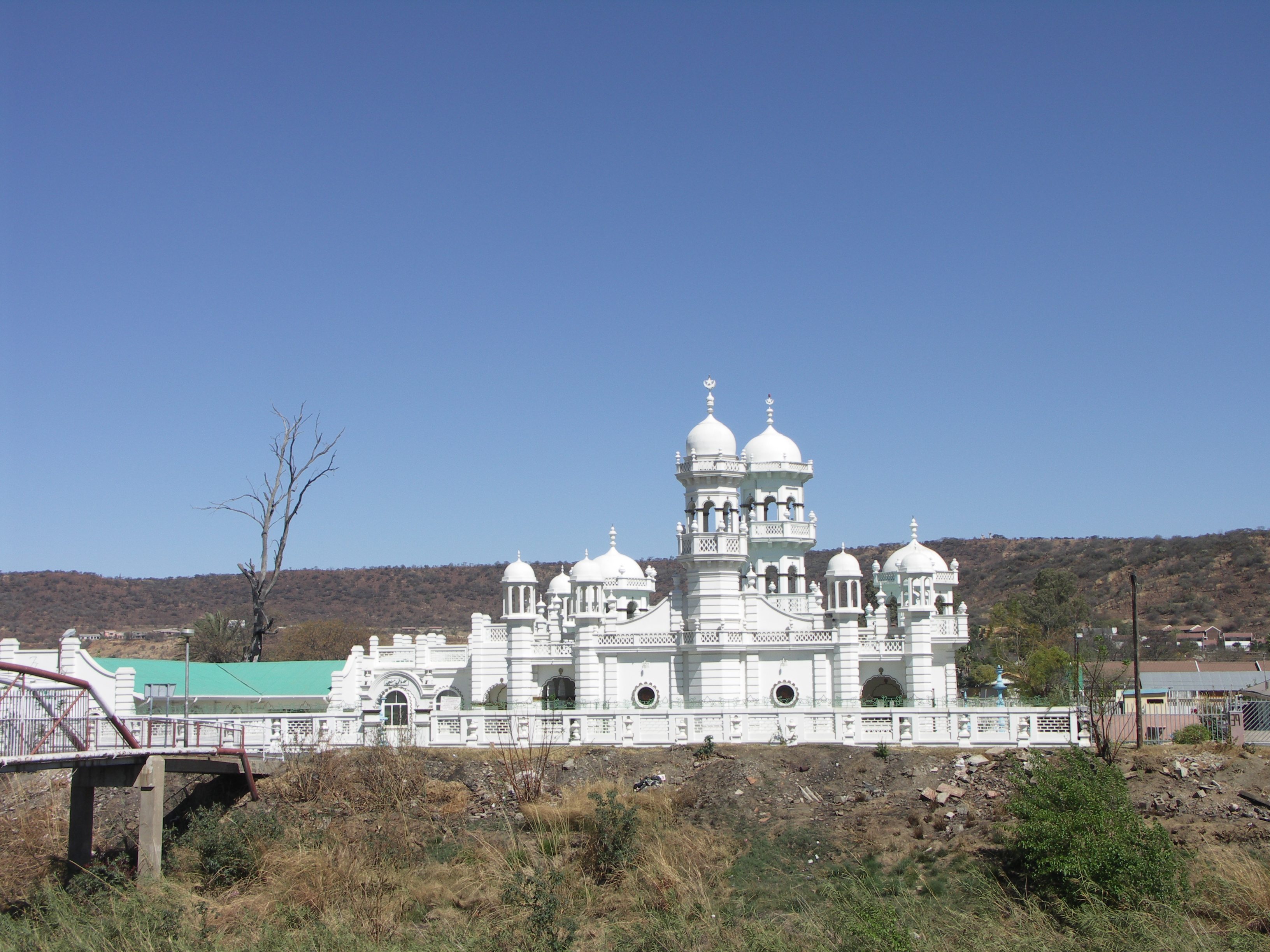
スーフィ・モスク

レディスミスで最も有名な建造物は、クリップ川の岸の上にあるスーフィ・モスク (Soofi Mosque) である。1895年から1910年にかけて最初に建築され、1960年代には大きく拡張された。
他の建築物ではシージ博物館 (Siege Museum) が有名であり、元々市役所として1884年に建てられたもので、第二次ボーア戦争でボーア軍の大砲で損害を受けている。

## 交通

### 航空

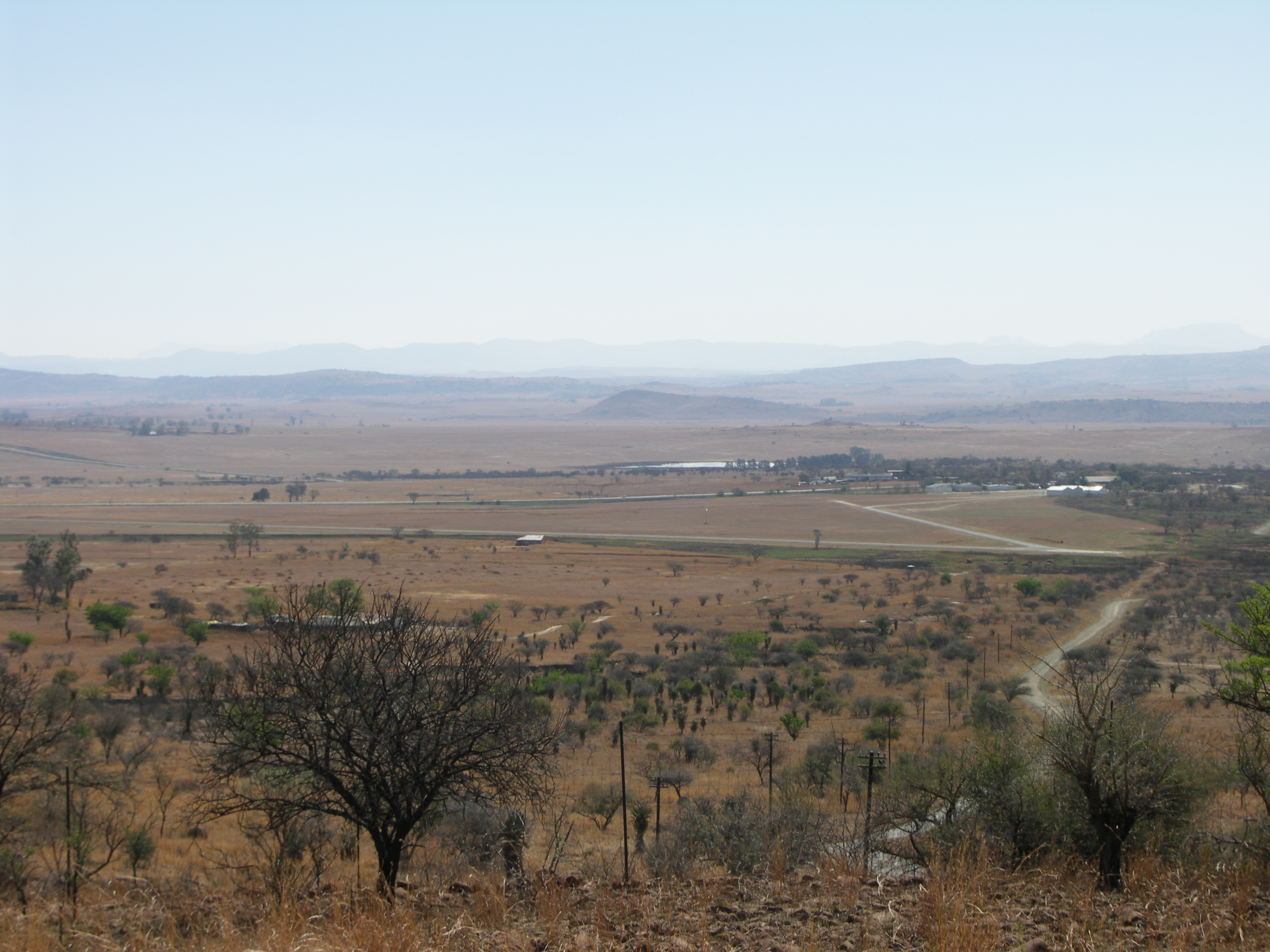
レディスミス空港

レディスミス空港 (IATA: LAY, ICAO: FALY) は、町の郊外のプラトランド 南緯28度34分48秒 東経29度45分10秒 / 南緯28.58000度 東経29.75278度 にある。滑走路は 11/29 である。NDBは LY397.5 で、VORは LYV116.5 である。

## 文化

### メディア
レディスミスで売られている新聞は「Ladysmith Gazette」一紙のみである。「Ladysmith Gazette」は非常に長い歴史を持ち、1902年から発行されている。他には、「Ladysmith Herald」と「Times of Ladysmith」という無料の地方紙がある。

### 博物館、記念碑

#### 第二次ボーア戦争
第二次ボーア戦争の多数の戦場の跡地は保存された。戦争で亡くなった人々の記念碑がたくさん築かれている。

##### シージ博物館
市役所の隣にある小さな博物館が、シージ博物館 (Siege Museum) である。博物館は 1985年から公開されており、ボーア戦争関連の約6万文書が貯蔵されている。

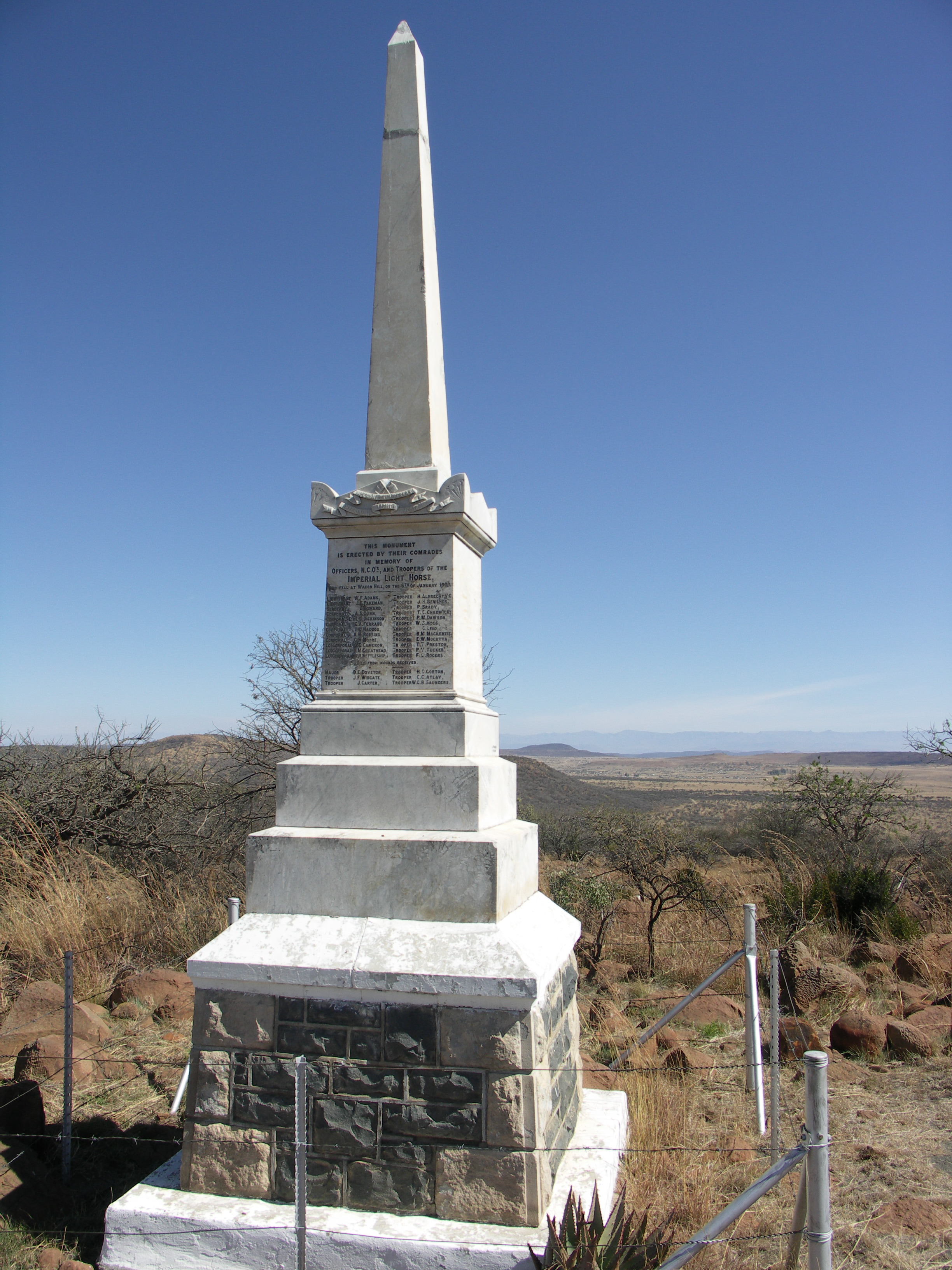
プラトランドにあるImperial Light Horseメモリアル

##### プラトランド/ワゴン・ヒル

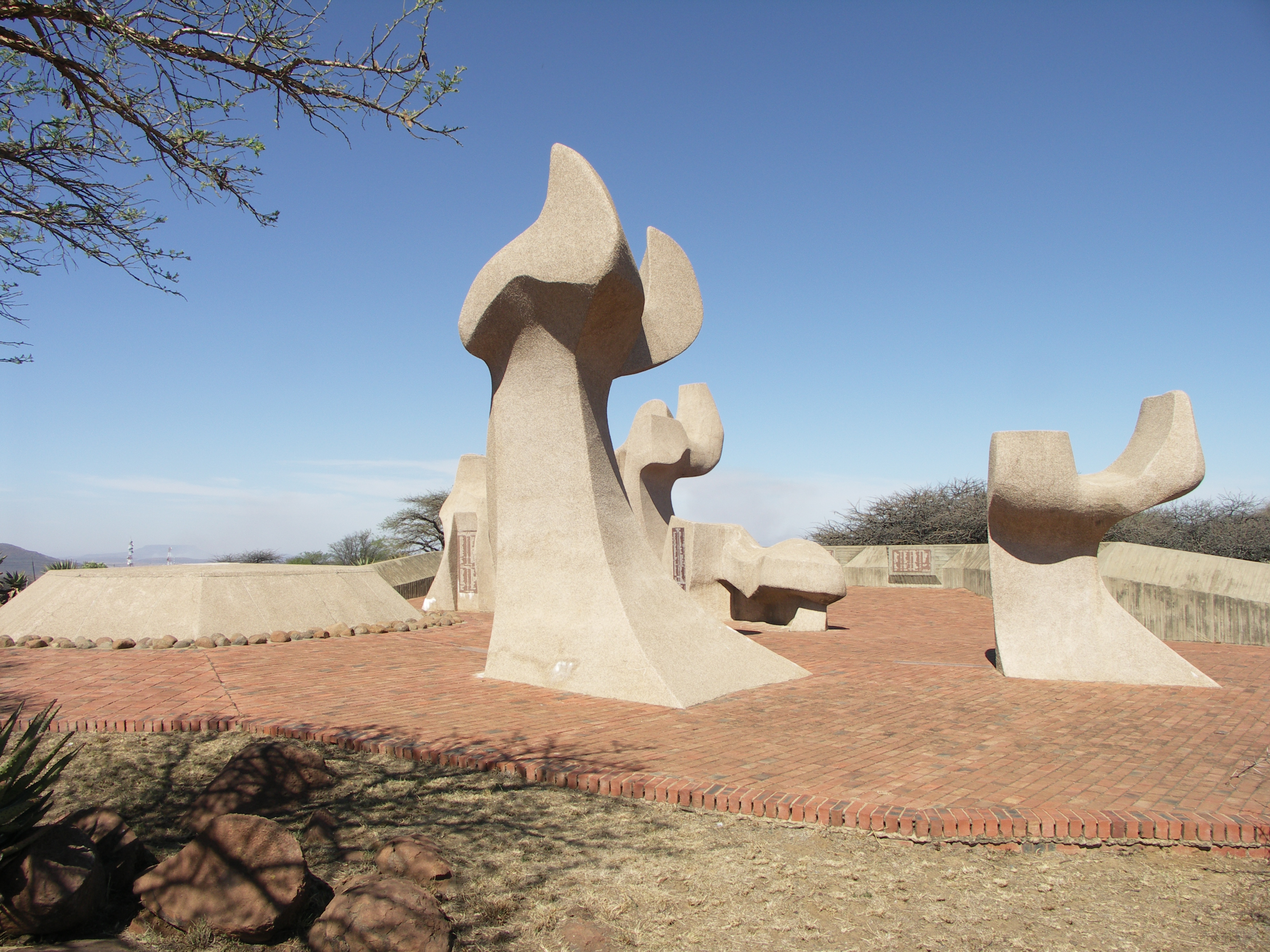
バーザー記念碑

ウィキメディア・コモンズには、レディスミスに関するカテゴリがあります。
町の南部にあるワゴン・ヒルのバーザー記念碑 (Burgher Memorial) は、レディスミス包囲と救出の間に、ボーア軍が殺されることを記念して築かれた。
Imperial Light Horse（かつての南アフリカ軍の装甲車部隊）、Devonshire Regiment（かつてのイギリス軍の歩兵連隊）などがプラトランドにまつられている。

##### カストールとポリュックス

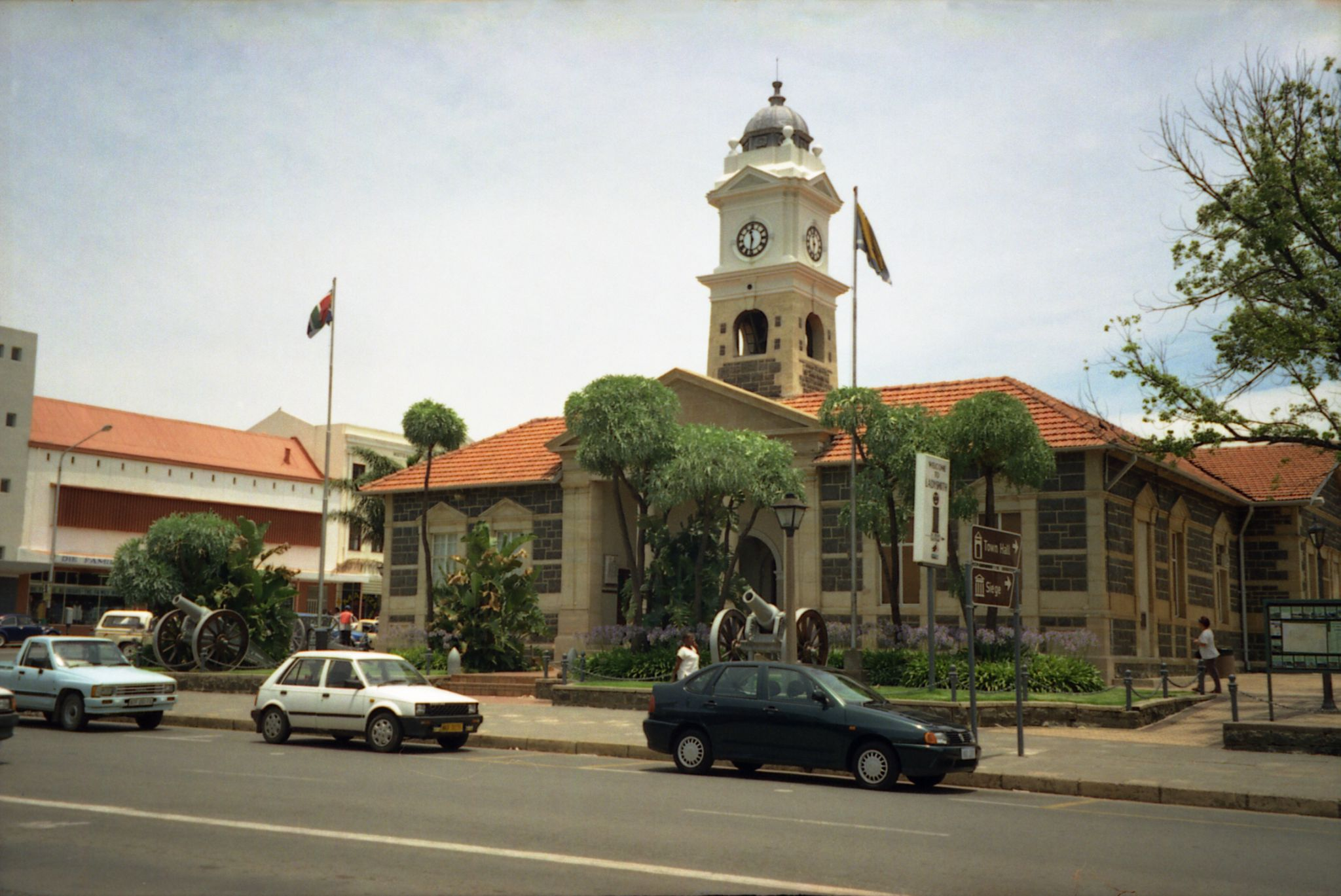
市役所前のカストールとポリュックス

包囲中にイギリス軍が使用した 2門の RML 6.3 インチ砲が、市役所前に展示されている。これらの火砲は、ギリシア神話に登場する双生児になぞらえてカストールとポリュックスと呼ばれている。

##### マハトマ・ガンディー像
マハトマ・ガンディーの像はヴィシュヌ寺院で見ることができる。

### 音楽
音楽グループレディスミス・ブラック・マンバーゾのリーダーであるジョセフ・シャバララのホームタウンはレディスミスである。

### スポーツ
ボクシングの世界チャンピオンであるトゥラニ・マリンガは、レディスミスで生まれた。

## 軍隊
南アフリカ軍第5歩兵大隊の駐屯地が、レディスミスにある。軍の射撃練習場は郊外にあり、飛行場とプラトランドの間に位置する。